# Landskrona Boll och Idrottsällskap
Landskrona Boll och Idrottsällskap, ou simplesmente Landskrona BoIS, é um clube de futebol da Suécia fundado em 7 de fevereiro de 1915. Sua sede fica localizada em Landskrona.